# Liza Weil

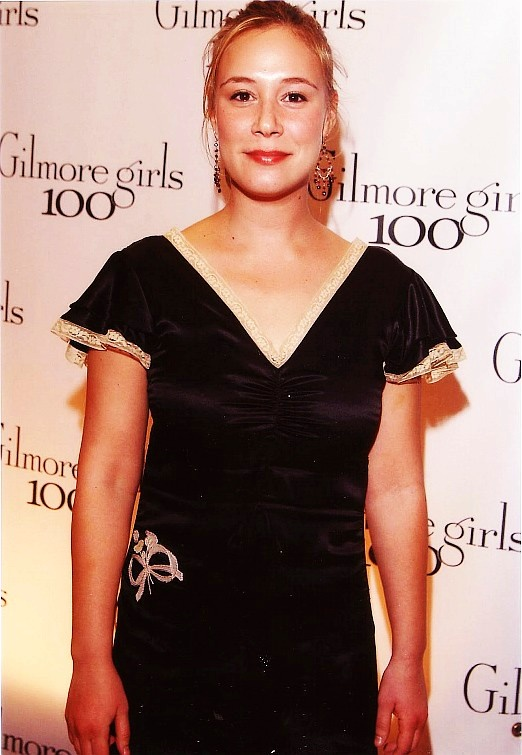
Liza Weil bei der Feier zur 100. Episode von Gilmore Girls

Liza Rebecca Weil (* 5. Juni 1977 in Passaic, New Jersey) ist eine US-amerikanische Schauspielerin.

## Biografie
Weil wuchs in einem reformjüdischen Elternhaus auf. Da ihre Eltern eine eigene Theatertruppe besaßen und ihre Tochter Liza auf ihre Tourneen durch Europa mitnahmen, kam diese schon sehr früh mit ihrem späteren Beruf in Berührung. Ab 1989 begannen die Eltern, ihre Tochter an verschiedenen Castings teilnehmen zu lassen. Auf diese Weise erhielt sie erste Rollen in regionalen Theaterproduktionen.
Später studierte sie an der Columbia University das Fach Film. 1998 bekam sie ihre erste Hauptrolle in dem Drama Whatever. Nebenrollen in verschiedenen anderen Filmen folgten. 1999 zog sie nach Los Angeles und hatte in einigen bekannten Serien Gastrollen (wie z. B. Emergency Room – Die Notaufnahme).
Bekannt wurde sie durch ihre Rolle der Paris Geller in der Serie Gilmore Girls, die sie ab 2001 spielte. Die Rolle der Paris Geller wurde extra für sie geschrieben, nachdem Alexis Bledel für die Rolle der Rory Gilmore besetzt worden war, auf die sich auch Weil beworben hatte. 2016 spielte sie auch in der Fortsetzung Gilmore Girls: Ein neues Jahr mit. Von 2014 bis 2020 war sie in der Serie How to Get Away with Murder zu sehen. Ihr Schaffen umfasst mehr als 35 Film- und Fernsehproduktionen. 2019 war sie in vier Folgen der Prime-Video-Serie The Marvelous Mrs. Maisel zu sehen.
Seit November 2006 war sie mit dem amerikanischen Schauspieler Paul Adelstein verheiratet. Im April 2010 kam die gemeinsame Tochter zur Welt. Anfang April 2016 gab das Paar seine Trennung bekannt.

## Filmografie (Auswahl)
- 1994–1996: Pete & Pete (The Adventures of Pete and Pete, 2 Folgen)
- 1998: Whatever – Was soll’s (Whatever, Film)
- 1999: Echoes – Stimmen aus der Zwischenwelt (Stir of Echoes, Film)
- 2000: The West Wing – Im Zentrum der Macht (The West Wing, Folge 1x13 Take Out the Trash Day)
- 2000–2002: Emergency Room – Die Notaufnahme (ER, 3 Folgen)
- 2000–2007: Gilmore Girls (127 Folgen)
- 2001: Law & Order: Special Victims Unit (Folge 3x05 Tangled)
- 2007: Order Up (Film)
- 2007: Neal Cassady (Film)
- 2007: Year of the Dog (Film)
- 2008: Eleventh Hour – Einsatz in letzter Sekunde (Eleventh Hour, Folge 1x10 H2O)
- 2009: Grey’s Anatomy (Folge 5x23 Here’s to Future Days)
- 2009: CSI: Vegas (CSI: Crime Scene Investigation, Folge 9x20 A Space Oddity)
- 2009: In Plain Sight – In der Schusslinie (In Plain Sight, Folge 2x01 Gilted Lily)
- 2010–2011: Anyone But Me (4 Folgen)
- 2011: Private Practice (Folge 4x15 Two Steps Back)
- 2012: Scandal (6 Folgen)
- 2012: Smiley – Das Grauen trägt ein Lächeln (Smiley)
- 2013: New in Paradise (Bunheads, 6 Folgen)
- 2014–2020: How to Get Away with Murder (90 Folgen)
- 2016: Gilmore Girls: Ein neues Jahr (Gilmore Girls: A Year in the Life, Miniserie, 2 Folgen)
- 2019: The Marvelous Mrs. Maisel (Fernsehserie, 4 Folgen)
- 2020: The Black Emperor of Broadway
- 2021: Women Is Losers
- 2022: Mosquito
- 2022: Westworld (Fernsehserie, 2 Folgen)
- 2022–2025: The Cleaning Lady (Fernsehserie, 24 Folgen)
- 2023: The Passenger
- 2024: Lost & Found in Cleveland